# Ernst Plischke
Ernst Anton Plischke (* 26. Juni 1903 in Klosterneuburg bei Wien; † 23. Mai 1992 in Wien) war ein österreichischer Architekt.

## Leben
Plischke besuchte von 1904 bis 1914 die Volksschule sowie von 1914 bis 1918 die Niederösterreichische Landes-Realschule und das BG/BRG Klosterneuburg in Klosterneuburg. Anschließend studierte er von 1919 bis 1923 an der Kunstgewerbeschule Wien und von 1923 bis 1926 an der Akademie der bildenden Künste Wien bei Oskar Strnad, Josef Frank und Peter Behrens. 1926 schloss er sein Studium in der Meisterklasse von Behrens mit einem Diplom ab. Ab 1924 arbeitete er im Atelier von Heinrich Schmid und Hermann Aichinger sowie als Bauleiter im Betrieb seines Vaters Anton Plischke in Traismauer. Außerdem war er von 1925 bis 1926 im Atelier des Wiener Oberbaurats Gottlieb Michal tätig. Dienstliche und Fortbildungsreisen führten Plischke nach Düsseldorf, Griechenland und Istanbul. 1928 gründete er ein eigenes Architekturbüro. 1932 erhielt er seine Befugnis zum Zivilarchitekten.

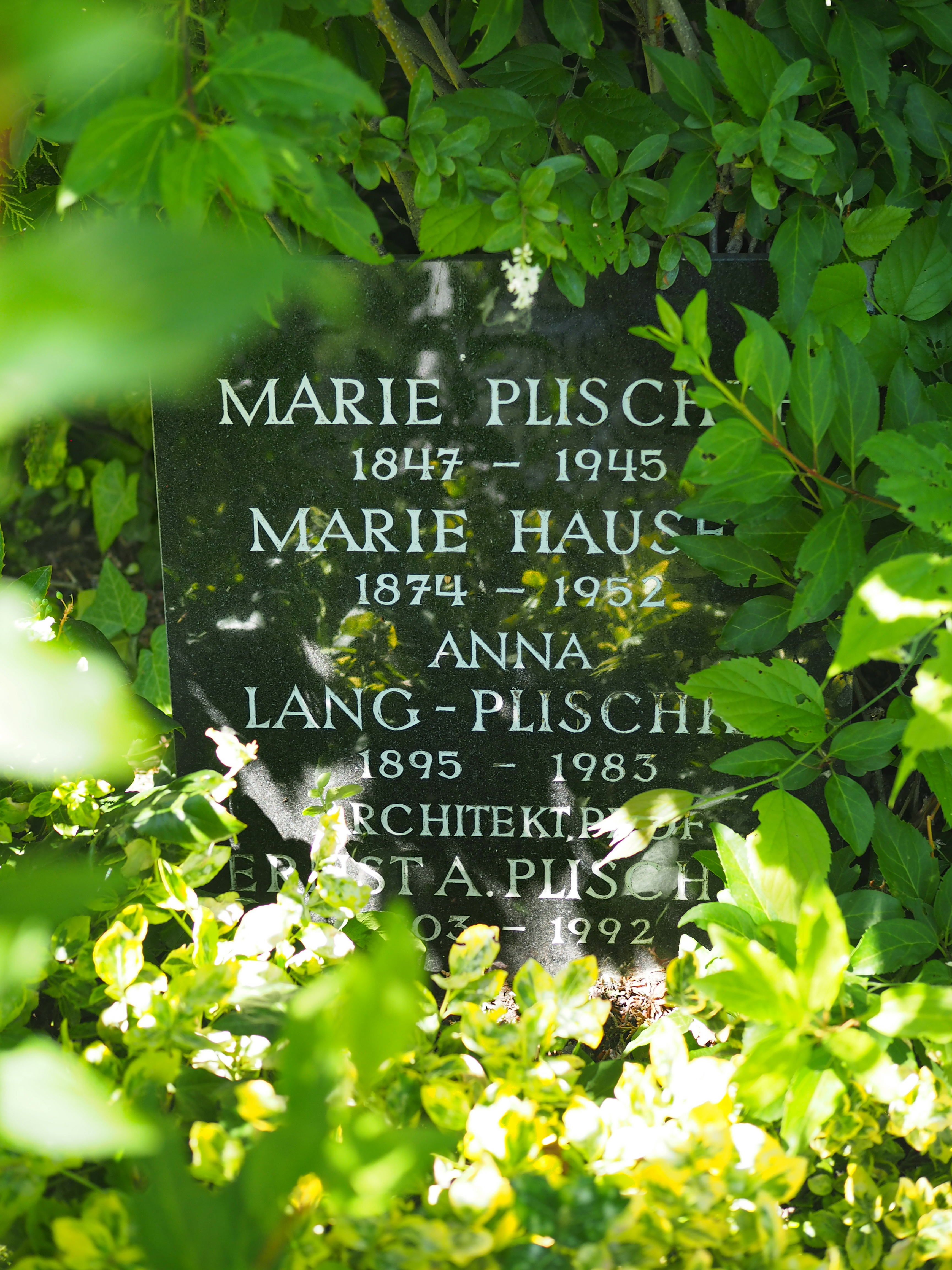
Grabstätte von Ernst und Anna Plischke am Friedhof Gersthof

Plischke hielt sich mehrere Male in New York auf, wo er in den Ateliers von Ely Jacques Kahn und Albert Buchman tätig war. Im März 1939 emigrierte er mit seiner Frau, der Gartenarchitektin Anna Plischke nach Wellington, Neuseeland, wo er zunächst für das Wohnbauministerium als community planner tätig war. Nach Kriegsende gründete er zusammen mit Cedric Harold Firth in Wellington das Atelier Plischke & Firth, das bis 1959 bestand. Danach arbeitete er mit Bob Fantl in einem Baubüro zusammen. 1963 kehrte er nach Wien zurück, da er als ordentlicher Hochschulprofessor für Architektur an die Akademie der bildenden Künste in Wien berufen wurde. Plischke gilt unter anderem durch seine Emigrantenbiographie als einer der international bekanntesten österreichischen Architekten. Seine oft kubischen Bauten zeichnen sich zum einen durch eine Leichtigkeit und Transparenz aus, die der klassischen österreichischen Architektur sehr fern steht. Zum anderen hat er den International Style durch ein komplexeres Formenrepertoire bereichert. Als Vertreter einer humanen Architektur betrachtete Plischke seine Bauten jedoch immer im Zusammenhang mit den Bedürfnissen der Auftraggeber und des lokalen Kontextes.
Neben der Architektur war Plischke auch als Möbeldesigner erfolgreich.
Sein Grab befindet sich auf dem Gersthofer Friedhof (Gruppe 2, Reihe 7, Nr. 67).

## Auszeichnungen
- 1935 Staatspreis für Architektur
- 2008 Ernst-A.-Plischke-Preis

## Bauten und Projekte

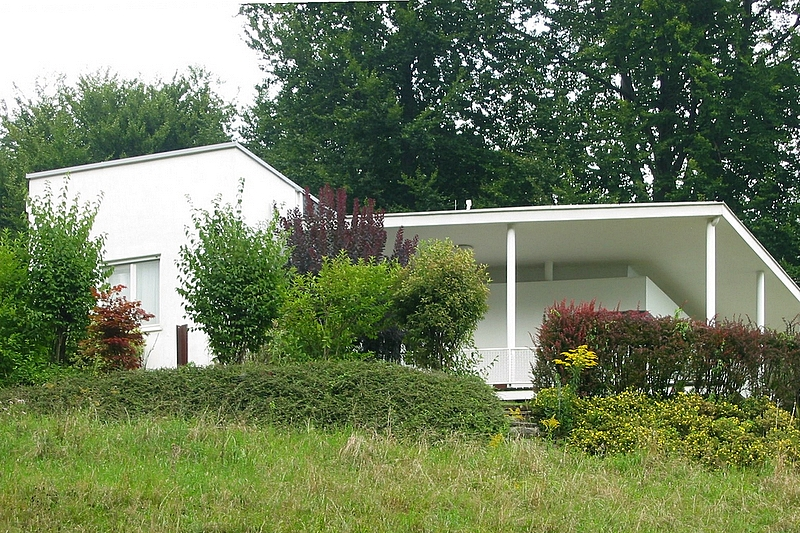
Haus Gamerith am Attersee (1933–34)

- 1928: Wohnung von Lucie Rie in Wien (heute in der Schausammlung des Wiener Hofmobiliendepots)
- 1930–1932: Arbeitsamt in Wien-Liesing Ehemalige Arbeitsamt Liesing (1932), hier nach Rekonstruktion und Neunutzung durch Hermann Czech (1997), Foto: 2012

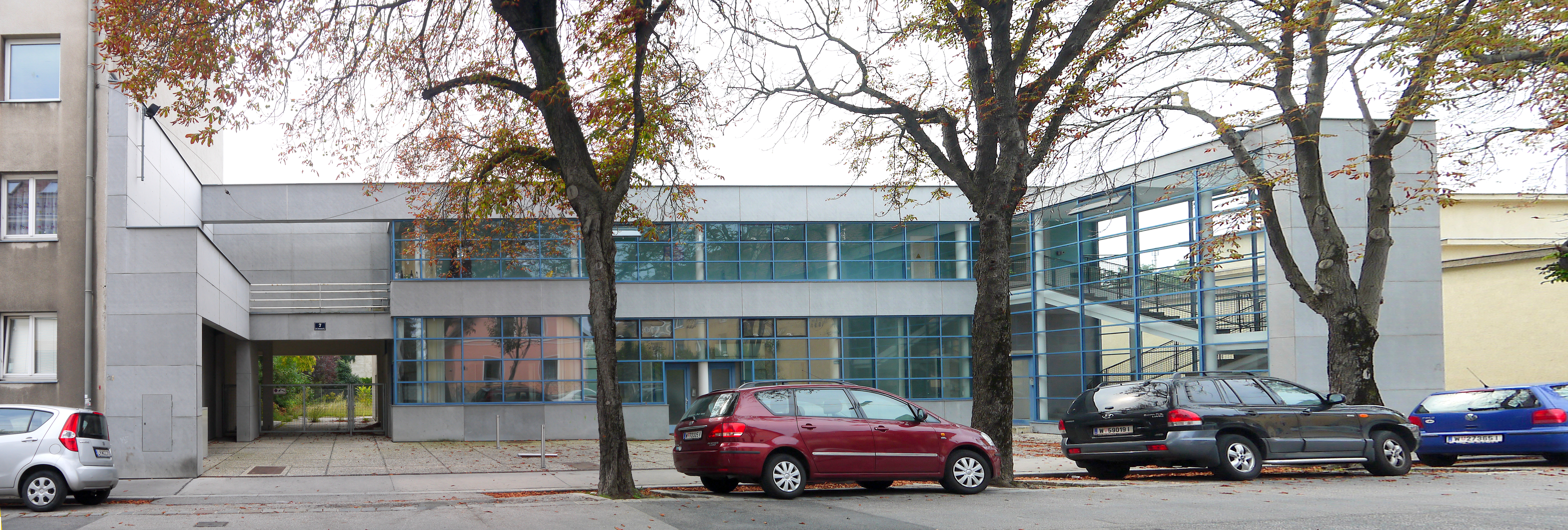
Ehemalige Arbeitsamt Liesing (1932), hier nach Rekonstruktion und Neunutzung durch Hermann Czech (1997), Foto: 2012

- 1931: Wohnhaus in der Rosenthalgasse 19 in Wien-Penzing
- 1931: Arbeitsamt in Gmünd in Niederösterreich
- 1931–1932: Doppelhaus für die Werkbundsiedlung in Wien
- 1932–1933: Sanatorium in Salmannsdorf (Wettbewerbsentwurf)
- 1933–1934: Sommerhaus Walter Gamerith in Seewalchen am Attersee
- 1933–1934: Arbeitsamt in Amstetten
- 1934: Erweiterung der Volkshochschule am Ludo-Hartmann-Platz in Wien (Entwurf)
- 1936: Haus René Spitz in Molveno (Entwurf)
- 1936: Haus Peter in Wien (Entwurf)
- 1936–1937: Turbinenhalle und Sportclubgebäude für Bunzl & Biach in Ortmann (Entwurf)
- 1939–1940: Multi-Units an der Kupe Street in Orakei, Auckland
- 1939–1940: Haus für O. Frankl in Christchurch
- 1940–1941: Haus Kahn in Ngaio
- 1942: Wohnblock an der Dixon Street in Wellington

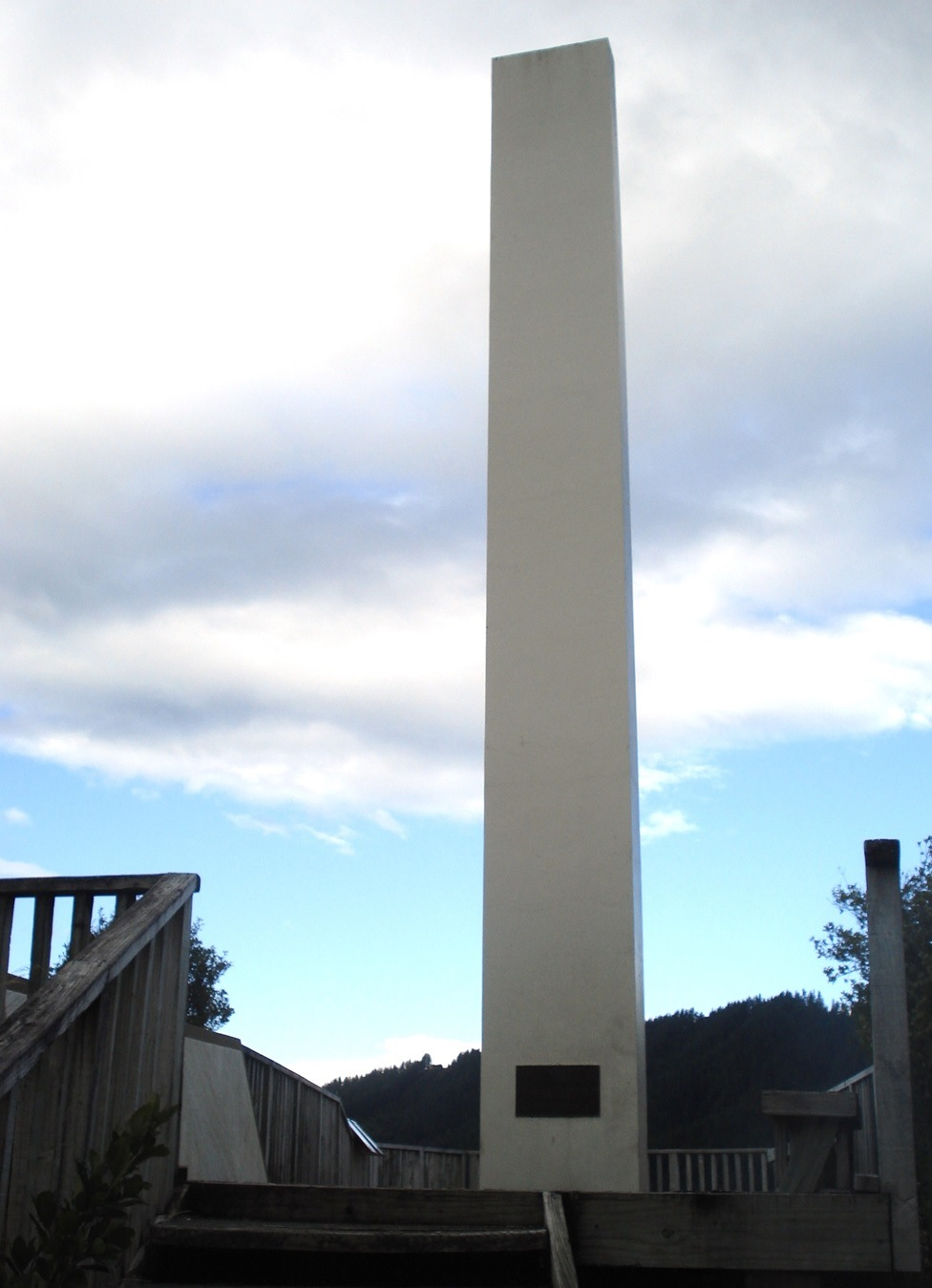
Das Abel Tasman Monument

- 1942: Abel Tasman Monument bzw. Memorial in Tarakohe
- 1942–1943: Wohnanlagen in Trentham (Entwurf)
- 1943–1945: Bezirkszentrum in Nae-Nae (Entwurf)
- 1970–1972: Haus Frey in Graz
- 1970–1973: Haus Koller-Glück in Wien-Mauer

## Publikationen
- Design and Living. Wellington 1947.
- Vom Menschlichem im neuen Bauen. Wien/München 1969.
- Ein Leben mit Architektur. Wien 1989.